# André Ehrler
Pour les articles homonymes, voir Ehrler.
André Ehrler, né le 23 janvier 1900 à Plainpalais et décédé le 1er avril 1949 à Carouge, est un homme politique suisse membre du Parti socialiste.

## Biographie
Instituteur, il collabore au journal Le Travail où il remplace Léon Nicole après la fusillade du 9 novembre 1932. Il est alors suspendu de sa fonction d'instituteur.
Entrant en politique, il devient président du Parti socialiste genevois, conseiller national de 1933 à 1935 et conseiller d'État à la tête du département de l'hygiène, de l'assistance et des assurances sociales de 1933 à 1936. Revenu à l'enseignement, il est à nouveau sanctionné pour son activité politique et est déclaré inéligible en 1941. Membre fondateur du Parti suisse du travail en 1944, il devient rédacteur à La Voix ouvrière puis est élu conseiller municipal à Carouge en 1947.
Passionné de cinéma et de danse, il participe notamment dès 1929 aux Amis du film nouveau et publie dans la presse de nombreuses critiques artistiques.